# Saint Michael (Pennsylvanie)
Saint Michael est une census-designated place située dans le comté de Cambria, dans le Commonwealth de Pennsylvanie, aux États-Unis.